# 대한민국-투르크메니스탄 관계
대한민국과 투르크메니스탄은 소비에트 연방공화국이 붕괴함에 따라 1992년에 외교 관계를 수립하였다. 양국은 서로의 수도에 대사관을 설치하였으며, 천연자원 부국인 투르크메니스탄은 한국과 에너지산업 및 인프라산업에서 다양한 협력을 진행해오고 있다. 2019년에는 문재인 대통령이 투르크메니스탄을 방문하였다. 투르크메니스탄은 한국이 주도하는 글로벌녹색성장기구의 글로벌녹색성장연구소에 가입하였으며, 한-중앙아 협력 포럼 및 한-중앙아 경제협의체에서 활동하고 있다.

## 관계 발전
- 1992년 외교관계 수립
- 2008년 호혜적 동반자 관계 격상[5]
- 2024년 무역투자촉진프레임워크 MOU 체결[6]